# Daniel Tătar
Daniel Tătar (n. 21 octombrie 1987, Blaj, Alba, România) este un fotbalist român, care joacă pe post de mijlocaș la CIL Blaj⁠(d) în Liga a III-a.